# Onchium conicaudatum
Onchium conicaudatum är en rundmaskart som först beskrevs av Allgen 1935.  Onchium conicaudatum ingår i släktet Onchium och familjen Leptolaimidae. Arten är reproducerande i Sverige. Inga underarter finns listade i Catalogue of Life.